# Uabajin
Uabajin je otrovni srčani glikozid. Njegovo ime potiče od Somalske reči waabaayo, "otrvo strele". On se takođe naziva g-strofantin.

## Spoljašnje veze
- Hamlyn JM. „Ouabainomics”. University of Maryland. Архивирано из оригинала 10. 04. 2015. г. Приступљено 10. 12. 2013.
- Rudolf RD (1922). „The Use of Circulatory Stimulants in the Care of the Sick” (pdf). Can Med Assoc J. 12 (10): 697—701. PMC 1706809 . PMID 20314209.

|  | Molimo Vas, obratite pažnju na važno upozorenje u vezi sa temama iz oblasti medicine (zdravlja). |